# 奥田圭
奥田 圭（おくだ けい、1960年9月27日 - ）は、熊本県を拠点に活動する演出家・ディスクジョッキー。本名:鳴瀬 公治（なるせ こうじ）。
熊本市出身。有限会社NEVER LAND代表取締役。天秤座。

## 人物
- 九州学院高等学校、中央大学法学部卒業。高校時代は視聴者参加番組に参加、卒業後浪人時代は放送局でアルバイトと、順調に成長を遂げ現在に至る。
- ラジオパーソナリティの他、テレビやイベントの司会、テレビ番組やCMのナレーションなど、熊本のみならず、九州各地で多彩にこなしている。

## 現在の出演番組

### テレビ
- サタココ（番組ナレーション、熊本県民テレビ 土曜9:25〜10:25）

### ラジオ
- Wakey Wakey!（熊本放送 木曜 7:00 - 9:00［放送自体は月曜 - 金曜。ディレクター担当、木曜のみパーソナリティ兼任］、2023年10月-）
- ハワイの風（熊本放送 金曜18:30 - 19:00、2023年4月より大分放送・鹿児島県の南日本放送にもネット）
- 一生と圭のSmile（熊本放送 土曜17:15 - 17:45）
- 熊本電力presents new power generation（エフエム熊本水曜15:00 - 15:25）

## 過去の出演番組

### テレビ
- 情報プラザDONDON DOようび（サガテレビ 土曜10:00 - 10:30）
- たんねるSAGA（サガテレビ）
- パチプレTV-R（熊本朝日放送、番組MC）
- 週刊山崎くん（熊本放送、リポーターやナレーションを担当）
- キャッチてれび（熊本放送）
- Happy Sunday ココSmile（「ウタ旅」のコーナーナレーションを担当）（熊本県民テレビ）

### ラジオ
- うまか情報局（熊本放送）[1]
- 奥田圭のさんさんラジオ（熊本放送 月曜 - 金曜6:40 - 9:00）
- 奥田圭のおんこちラジオ（熊本放送 月曜 - 金曜、2019年10月 - 2020年3月・2021年9月 - 2024年3月）
- 君と（熊本放送）[1]
- 奥田圭のハイ圭！朝です（熊本放送）[注釈 1]
- 圭と進藤のコークオンサンデー（熊本放送）
- World Sketch（FMクマモト）
- 天草宝島物語（FMクマモト 土曜9:00 - 9:25）
- SUNSET BOOLVIRD（サンセット・ブールバード、FM佐賀）